# Proteus mirabilis

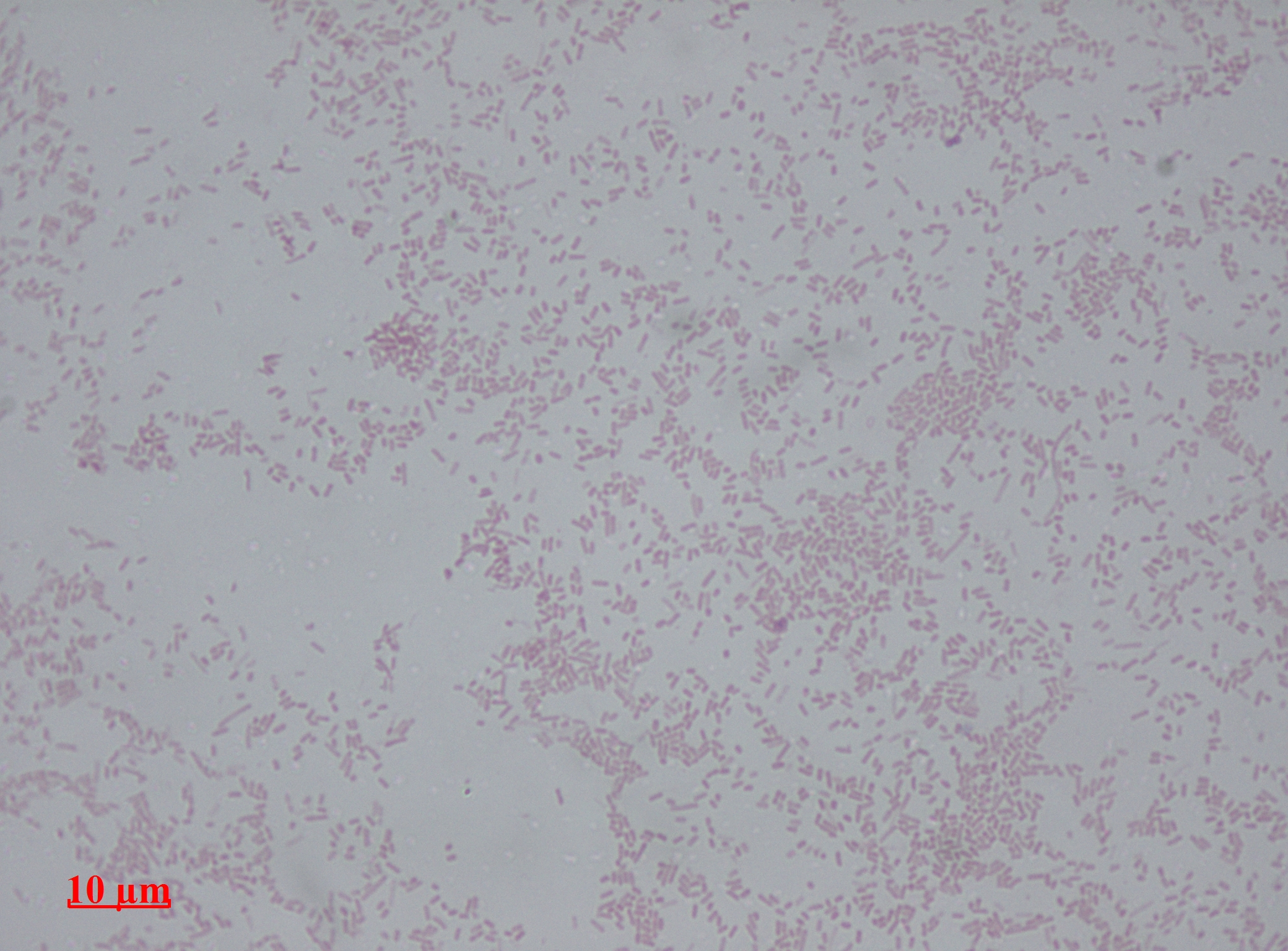
Proteus mirabilis apareix com a bastonets Gram negatius després de la tinció de Gram sota microscòpia de camp brillant amb un augment de 1000 vegades.

Proteus mirabilis és un bacteri Gram negatiu, facultativament anaeròbic, amb forma de bastonet. Mostra motilitat en eixam i activitat ureasa. P. mirabilis causa el 90% de totes les infeccions per Proteus en humans. Està àmpliament distribuït al sòl i a l'aigua. Proteus mirabilis pot migrar per la superfície de medis sòlids o dispositius mitjançant un tipus de motilitat de grup cooperatiu anomenat eixam. Proteus mirabilis s'associa amb més freqüència a infeccions del tracte urinari, especialment en infeccions del tracte urinari complicades o associades a catèter.

## Diagnòstic
Una mostra d'orina alcalina és un possible signe de P. mirabilis. Es pot diagnosticar al laboratori a causa de la motilitat característica d'eixam i la incapacitat per metabolitzar la lactosa (en una placa d'agar MacConkey, per exemple). També P. mirabilis produeix una olor de peix molt diferent.

## Malaltia
Aquest bacteri en forma de vareta té la capacitat de produir alts nivells d'ureasa, que hidrolitza la urea a amoníac (NH ₃), de manera que fa que l'orina sigui més alcalina. Si no es tracta, l'augment de l'alcalinitat pot conduir a la formació de cristalls d'estruvita, carbonat de calci i/o apatita, que poden provocar càlculs renals. El bacteri es pot trobar a través de les pedres, i aquests bacteris que s'amaguen als càlculs renals poden reiniciar la infecció després del tractament amb antibiòtics. Una vegada que es desenvolupen les pedres, amb el temps poden créixer prou grans com per causar obstrucció i insuficiència renal. Les espècies de Proteus també poden causar infeccions de ferides, sèpsia i pneumònia, sobretot en pacients hospitalitzats.

## Tractament

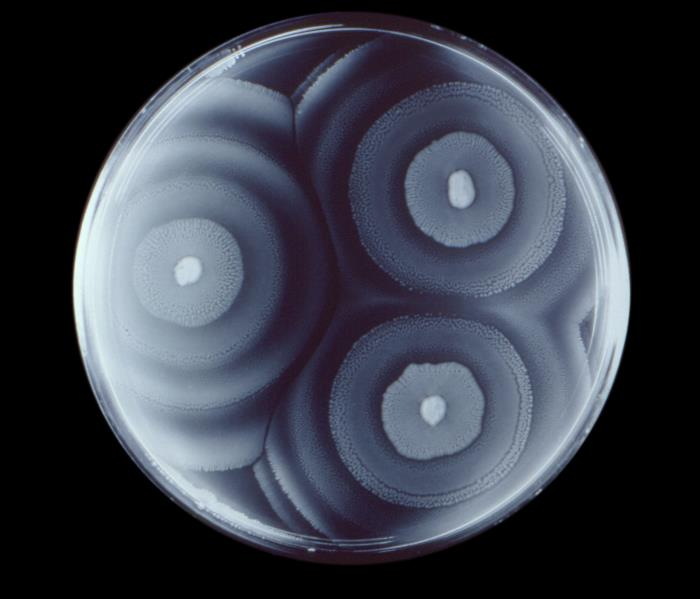
Proteus mirabilis en medis de creixement d'agar de soja tripticasa

P. mirabilis és generalment susceptible a la majoria dels antibiòtics, a part de la tetraciclina i la nitrofurantoïna, però entre el 10 – el 20% de les soques de P. mirabilis també són resistents a les cefalosporines de primera generació i l'ampicil·lina.

## Característiques
P. mirabilis pot utilitzar urea. Pot produir gas sulfur d'hidrogen i forma pel·lícules clares en medis de creixement. És mòbil, posseeix flagels perítrics i és conegut per la seva capacitat d'eixams. Es troba habitualment al sistema digestiu humà. P. mirabilis no és patògena en conillets d'índies o pollastres. La capacitat d'aquesta espècie d'inhibir el creixement de soques no relacionades havia estat un tema de curiositat científica, la qual cosa va donar lloc al descobriment d'una línia macroscòpicament visible de creixement bacterià reduït on es creuen dues soques en eixam. Aquesta línia rep el nom de línia Dienes en honor al seu descobridor Louis Dienes.

## Proves
Hi ha diferents proves de microorganismes:
- Indole -negatiu i nitrat reductasa -positiu (no es produeixen bombolles de gas)
- Vermell de metil -positiu i Voges-Proskauer negatiu (pot ser tant MR- com VP-positiu)
- Catalasa positiva i citocrom oxidasa negativa
- Fenilalanina desaminasa -positiu
- Test de triptòfan negatiu
- Test d'urea-positiu
- Test de caseïna negatiu
- Test del midó: negatiu
- Prova de sulfur d'hidrogen positiva
- Test d'agar citrat positiu
- Ornitina descarboxilasa positiva
- Lisina descarboxilasa positiva
- Sense fermentació d'arabinosa, sorbitol i dulcitol

## Motilitat en eixam
La motilitat en eixamés una forma especialitzada de motilitat que poden patir grups de bacteris multicel·lulars i flagel·lats per expandir les seves poblacions a noves ubicacions. La capacitat d'eixam de Proteus mirabilis és important perquè està implicada en la patogènesi dels bacteris i la capacitat d'eixam s'associa amb la capacitat del bacteri per expressar factors de virulència Proteus mirabilis té un aspecte molt característic d'ull de bou en una placa d'agar a causa de al cicle periòdic regular entre l'estat vegetatiu i l'eixam de les cèl·lules.
En cultiu líquid, Proteus mirabilis existeix com una cèl·lula vegetativa d'aproximadament 2 µm de llarg i té de quatre a deu flagels peritrics. A la cèl·lula vegetativa els flagels s'utilitzen per impulsar el bacteri cap endavant. Les cèl·lules en eixam només es formen quan els bacteris creixen sobre superfícies sòlides, de manera que la capacitat de detectar aquestes superfícies sòlides és una característica necessària. S'ha proposat que Proteus mirabilis detecta una superfície sòlida mitjançant la inhibició de la seva rotació del flagel, i és aquesta manca de flagels en rotació lliure la que permet als bacteris saber que està en una superfície sòlida. Quan Proteus mirabilis es troba amb una superfície sòlida i s'han complert altres condicions necessàries, la cèl·lula es sotmetrà al procés de diferenciació en una cèl·lula eixamador. Aquest procés de diferenciació inclou l'allargament de la cèl·lula de 20 a 50 vegades més que la cèl·lula vegetativa, la multinucleació i una densitat superficial de flagels més de 50 vegades més gran.
El procés d'eixam continua com cicles periòdics de diferenciació cel·lular, migració de la població i consolidació a mesura que els bacteris pateixen aquests canvis en resposta als estimulants ambientals. La repetició d'aquest cicle és el que dona a Proteus mirabilis el seu distintiu patró d'ulls de bou. Aquest patró es pot utilitzar per distingir Proteus mirabilis d'altres espècies de bacteris en eixam. Cada anell es forma quan el bacteri es troba en l'etapa de consolidació i el bacteri augmenta en població.